# Jan Bergström (tandläkare)
Jan Bergström, född 1938, är en svensk tandläkare och tidigare professor i parodontologi.
Bergström tog tandläkarexamen vid Tandläkarhögskolan i Stockholm 1964 och avlade odontologie doktorsgrad 1974 då han disputerade på en avhandling om mineralmätningar i käkbenet. Han var 2000-2005 professor i parodontologi vid Karolinska Institutet.